# Pauline Grabosch
Pauline Sophie Grabosch, född 14 januari 1998, i Magdeburg, är en tysk tävlingscyklist som tävlar i bancykling.
Vid junior-VM 2016 vann Grabosch guld i sprint och kilometerlopp. Mellan 2018 och 2023 blev hon med det tyska laget fem gånger världsmästare i lagsprint. Vid OS 2024 tog hon brons med tyska laget i lagsprinten.